# Geoff Gaberino
	Geoffrey Steven (Geoff) Gaberino (Dallas (Texas), 18 juli 1962) is een Amerikaans zwemmer.

## Biografie
Gaberino won tijdens de Olympische Zomerspelen 1984 de gouden medaille op de 4x200m vrije slag. Gaberino zwom met zijn ploeggenoten een wereldrecord in de series. Voor de finale werd Gaberino vervangen, zijn ploeggenoten scherpten het wereldrecord in de series in de finale aan met 22 honderdsten.
Gaberino droeg tijdens de openingsceremonie van de Olympische Zomerspelen 1996 in Atlanta mede de Olympische vlag.

## Internationale toernooien
| Jaar | Olympische Spelen                                 |
| ---- | ------------------------------------------------- |
| 1984 | 4x200m vrije slag · Gaberino zwom enkel de series |